# Dla idei
Dla idei – czwarta płyta zespołu Carrion. Album ukazał się 6 października 2014 roku nakładem wytwórni MJM Music PL. Na albumie znalazło się 11 rockowych utworów z tekstami "bezkompromisowymi", opowiadającymi o tym, "co każda ideologia jest w stanie zrobić z człowiekiem i jak płynna jest granica między zdrowym podążaniem za ideą, a fanatyzmem". W utworach jest również mowa o podatności na wpływy osób, które podają się za autorytety. Autorzy tekstów starają się "obnażyć  mechanizmy manipulacji". Album jest kontrastowy, łączący "moc" z "delikatnością" i "przestrzenią". Płyta "Dla idei" jest pierwszą z nowym wokalistą Kamilem Pietruszewskim, "którego umiejętność opowiadania o zwykłych rzeczach za pomocą wielowymiarowych przenośni, wniosła do zespołu dodatkową wartość".
Album zadebiutował na 22. miejscu zestawienia OLiS.
Piosenki na płytę zostały zarejestrowane w Bas Studio w Radomiu. Za realizacją ponownie stoi Marcin Limek, który współpracował z zespołem przy trzech poprzednich albumach. Za okładkę odpowiedzialny jest Bartek "Bart" Trzeciak z GQ Image.
Pierwszym singlem promującym to wydawnictwo był bardzo dobrze przyjęty przez media oraz słuchaczy utwór Krótkowzroczne zera. Piosenka znajdowała się przez 23 tygodnie na liście TurboTop w Antyradiu (16 razy na podium, w tym 8 razy na miejscu 1). Drugim singlem był utwór Eunomia (pojawił się m.in. na 1. miejscu listy TurboTop w Antyradiu oraz listy Aferzysta w Radiu Afera). Trzecim, najnowszym singiel jest utwór Mowa cieni.
Nową płytę promowała trasa "Dla Idei Tour", która rozpocznie się 24 października 2014 roku.

## Lista utworów
1. "Retro"
2. "Eunomia"
3. "Od zła"
4. "Mowa cieni"
5. "Dla idei"
6. "Minoderia"
7. "Krótkowzroczne zera"
8. "Gra słów"
9. "Scheda"
10. "Lugum"
11. "Groźne zderzenia"